# Synagoge (Pacov)
Koordinaten: 49° 28′ 17,6″ N, 15° 0′ 8,3″ O

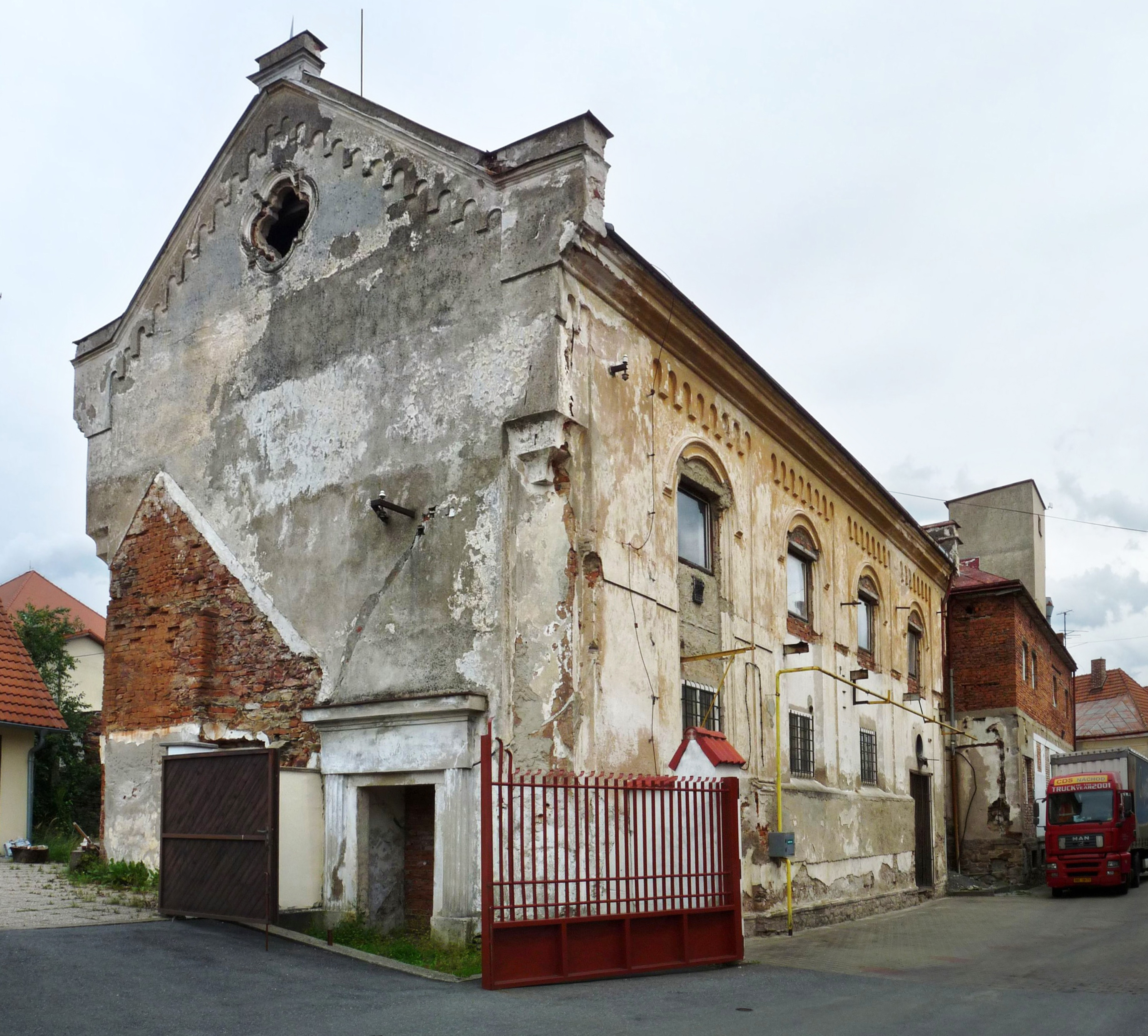
Synagoge in Pacov

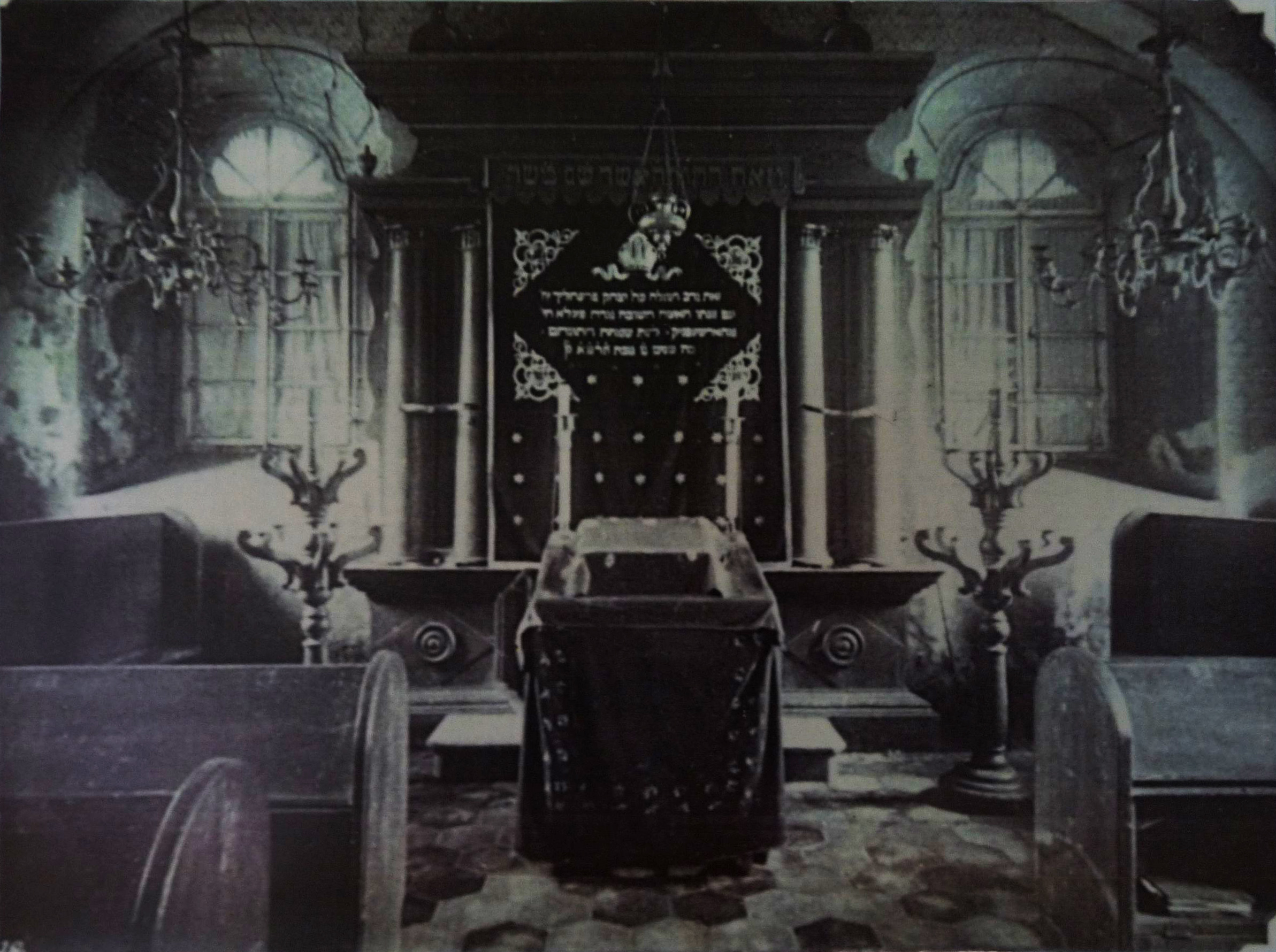
Innenaufnahme (vor 1939)

Die Synagoge in Pacov (deutsch Patzau), einer Stadt im Okres Pelhřimov in Tschechien, wurde ursprünglich im Jahr 1559 erbaut. Die Synagoge wurde 1737 im Inneren mit ornamentaler Malerei versehen. An den Wänden finden sich zahlreiche hebräische Inschriften. Die profanierte Synagoge befindet sich heute in einem ruinösen Zustand.